# Hubert Hönig
Hubert Hönig, auch „Hönigs Männ“ genannt (* 15. Dezember 1907 in Mülheim, heute zu Köln; † 7. März 1979 in Rösrath-Forsbach), war ein deutscher Fußballspieler.

## Karriere
Hönig gehörte dem Mülheimer SV 06 als Stürmer an, für den er von 1933 bis 1939 in der Gauliga Mittelrhein, eine von zunächst 16, später auf 23 aufgestockten Gauligen zur Zeit des Nationalsozialismus als einheitlich höchste Spielklasse im Deutschen Reich Punktspiele bestritt. Am Ende der Premierensaison ging er mit seiner Mannschaft als Gaumeister hervor und nahm mit ihr folgerichtig an der Endrunde um die Deutsche Meisterschaft teil. In der in vier Gruppen zu je vier Mannschaften ausgetragenen Meisterschaft bestritt er alle sechs Spiele der Gruppe C und erzielte in diesen fünf Tore; allein drei am 15. April 1934 beim 4:4-Unentschieden gegen Kickers Offenbach im zweiten Gruppenspiel. Als Zweitplatzierter mit drei Punkten Abstand zum SV Waldhof Mannheim endete für ihn und seine Mannschaft der Wettbewerb, da nur die vier Gruppensieger das Halbfinale bestritten.
Als Spieler der Gauauswahlmannschaft Mittelrhein kam er zudem im ersten Gauauswahlwettbewerb, dem Nachfolger des Bundespokal-Wettbewerbs, zum Einsatz.
Nach dem Ende des Zweiten Weltkriegs absolvierte er die Saison 1945/46 für den SV Bergisch Gladbach 09 in einer unterklassigen Liga.